# Lac Hecla
Pour les articles homonymes, voir Hecla.
Le lac Hecla est un plan d’eau douce traversé par la rivière Eastmain, dans Eeyou Istchee Baie-James, dans la région administrative du Nord-du-Québec, dans la province de Québec, au Canada.
La route forestière la plus près est celle desservant la rive Sud de la Grande Rivière pour atteindre le barrage du réservoir La Grande 4. Cette route passe à km au Nord du lac Hecla.
La surface du lac Hecla est habituellement gelée de la fin octobre au début mai, toutefois la circulation sécuritaire sur la glace se fait généralement de la mi-novembre à la fin d'avril.

## Géographie
Les principaux bassins versants voisins du lac Hecla sont :
- côté nord : ruisseau du Grand Portage, rivière Misask, lac Cheinu, lac Emmanuel, la Grande Rivière ;
- côté est : rivière Eastmain, ruisseau Léran, rivière Saffray, lac Pluto (rivière Saffray), rivière Péribonka ;
- côté sud : rivière Eastmain, rivière Tichégami ;
- côté ouest : rivière Misack, lac Neptune, rivière Sakami[1].

Situé au Nord-Ouest du lac Mistassini et au Sud-Ouest du lac Naococane, le lac Hecla est de nature difforme formé par l’élargissement de la rivière Eastmain. Ce lac comporte une superficie de 21,96 km2, une longueur de 21,8 km, une largeur maximale de 2,2 km et une altitude de 447 m. L’écorce terrestre étant striée dans le sens Sud-Ouest, donne une forme allongée aux divers plans d’eau composant le lac. La rivière Eastmain traverse le lac Hecla sur 21,8 km dont 12,6 km vers le Nord avant le bifurquer vers le Sud-Ouest.
Le lac Hecla comporte 56 îles, de nombreuses baies et presqu’îles. Ce lac est entouré de quelques zones de marais. Les principales caractéristiques de ce lac sont (description selon le sens horaire à partir de l’embouchure) :
- une baie difforme s’étirant sur 5,3 km vers le Nord-Ouest, adossée du côté Nord-Est à une presqu’île rattachée à la rive Nord-Ouest s’étirant sur 4,1 km ;
- une baie difforme s’étirant sur 5,8 km vers le Nord, enclavée entre la presqu’île mentionnée précédemment et une autre presqu’île étroite de même longueur que la baie du côté Est. Le fond de cette baie reçoit les eaux du « ruisseau du Grand Portage » (venant du Nord-Est) ;
- une baie enclavée entre une presqu’île (située du côté Ouest) s’étirant sur 2,5 km vers le Sud et une autre presqu’île (située du côté Est) s’étirant sur 2,3 km vers le Sud-Ouest ;
- une baie s’étirant sur 3,5 km vers l’Est comportant un détroit d’une centaine de mètres ; la partie Est de cette baie reçoit les eaux du ruisseau Léran (venant de l’Est). Une fondrière à filaments est situé au Nord-Est de cette baie ;
- une baie s’étirant sur 3,4 km vers l’Est comportant deux plans d’eau secondaires ; cette baie reçoit les eaux de plans d’eau non identifiés ;
- une île (longueur : 2,3 km) située au centre du lac, comportant deux[1].

L’embouchure du lac Hecla est localisée au fond d’une baie de la rive Sud-Ouest du lac (soit sur le cours de la rivière Eastmain, soit à :
- 89,1 km à l’Ouest du cours de la rivière Péribonka ;
- 102,6 km au Sud-Ouest du lac Naococane ;
- 134,8 km au Nord du lac Mistassini ;
- 190,5 km au Nord-Est du réservoir de l'Eastmain 1 lequel est traversé par la rivière Eastmain ;
- 298 km au Nord-Est du réservoir Opinaca ;
- 324 km au Nord-Est du centre-ville de Chibougamau ;
- 431 km au Nord-Est de la confluence de la rivière Eastmain et de la baie James[1]

À partir de l’embouchure du lac Hecla, la courant emprunte le cours de la rivière Eastmain laquelle coule sur km (ancien cours avant les dérivations) généralement vers le Sud-Ouest, jusqu’à la rive Est de la baie James.

## Toponymie
Le lac Hecla est indiqué depuis 1945 sur divers documents cartographiques. Ce toponyme évoque les quatre expéditions du HMS Hecla, une bombarde et de son commandant, l'officier de la marine britannique William Edward Parry (1790-1855), dans les eaux de l'océan Arctique au cours du premier tiers du XIXe siècle. Lors de son voyage initial dans le Nord avec le Hecla et le HMS Griper (mai 1819-octobre 1820), Parry traverse la baie de Baffin et poursuit sa route vers l'ouest afin d'atteindre le détroit de Béring. Il n'y arrive pas mais dirige tout de même les premiers bâtiments européens à travers l'archipel arctique canadien. Ce voyage d'exploration, considéré comme l'une des plus importantes expéditions navales dans l'Arctique, démontra notamment que le détroit de Lancaster ouvre un passage vers l'ouest et que l'on pouvait hiverner, avec la préparation nécessaire, à l'intérieur du cercle polaire sans problèmes majeurs.
Parry revient, avec le même navire, dans ces eaux nordiques en 1821-1823, en 1824-1825 et en 1827. S'il ne réussit pas à découvrir le passage du Nord-Ouest, il aide cependant à connaître, par ses publications et ses cartes un vaste secteur de l'Arctique et met au point la technique permettant de passer l'hiver dans cette région pour le moins inhospitalière.
Le toponyme "lac Hecla" a été officialisé le 2 mars 1992 par la Commission de toponymie du Québec.